# 斯卡加比格兹
斯卡加比格兹（冰島語發音：[ˈskaːɣaˌpɪɣθ]）是冰岛西北区的旧市镇，该市镇由两块包围斯卡加斯特倫市镇的互不联通的区域组成。2021年市镇居民拒绝了和邻近斯卡加斯特倫、布倫迪歐斯及胡纳瓦斯雷皮尔等市镇的合并计划。
2024年6月胡纳比格兹市镇的90%的选民及斯卡加比格兹75%的选民赞同两市镇的合并计划。2024年8月合并正式生效，合并后的市镇名为胡纳比格兹。